# Liste der Monuments historiques in Landreville
Die Liste der Monuments historiques in Landreville führt die Monuments historiques in der französischen Gemeinde Landreville auf.

## Liste der Immobilien
| Bezeichnung                    | Beschreibung                                                                            | Standort               | Kennzeichnung | Schutzstatus | Datum | Bild           |
| ------------------------------ | --------------------------------------------------------------------------------------- | ---------------------- | ------------- | ------------ | ----- | -------------- |
| Kirche Assomption-de-la-Vierge | ab dem 12. Jahrhundert; mit der Sakristei, einer Kreuzigungsgruppe und dem Friedhofstor | Rue de l’Église (Lage) | PA00078129    | Classé       | 1989  | weitere Bilder |

## Liste der Objekte
| Bezeichnung                                       | Beschreibung | Standort                                           | Kennzeichnung | Schutzstatus | Datum | Bild |
| ------------------------------------------------- | --- | -------------------------------------------------- | ------------- | ------------ | ----- | ---- |
| Kommuniontisch                                    | Schmiedeeisen, vergoldet, 18. Jahrhundert | in der Kirche Assomption-de-la-Vierge (Lage)       | PM10000981    | Classé       | 1977  |      |
| Orgel                                             | Haupteintrag für | in der Kirche Assomption-de-la-Vierge (Lage)       | PM10004983    | Inscrit      | 1988  |      |
| Instrumentalteil der Orgel                        | 1875 von Charles Rolin gebaut | in der Kirche Assomption-de-la-Vierge (Lage)       | PM10004984    | Inscrit      | 1988  |      |
| Wandgemälde Heiliger Rochus und heiliger Nikolaus | bezeichnet 1519 | in der Kirche Assomption-de-la-Vierge (Lage)       | PM10000975    | Classé       | 1989  |      |
| Hauptaltar                                        | Altartisch, Tabernakel, Exposition und Wandvertäfelung; Eichenholz, farbig gefasst und vergoldet, Anfang des 18. Jahrhunderts, von Jean-Baptiste Bouchardon       | in der Kirche Assomption-de-la-Vierge (Lage)       | PM10000978    | Classé       | 1959  |      |
| Prozessionsstab Mariä Himmelfahrt                 | Holz, vergoldet, 18. Jahrhundert | in der Kirche Assomption-de-la-Vierge (Lage)       | PM10004307    | Inscrit      | 1975  |      |
| Kruzifix                                          | Holz, farbig gefasst, 16. oder 18. Jahrhundert | außen an der Kirche Assomption-de-la-Vierge (Lage) | PM10004304    | Inscrit      | 1975  |      |
| Heilige-Belina-Altar                              | Eichenholz, farbig gefasst, 1716 oder wenig früher; zugehörig PM10000977                                                                                          | in der Kirche Assomption-de-la-Vierge (Lage)       | PM10000980    | Classé       | 1959  |      |
| Relief Martyrium der heiligen Belina              | Holz, farbig gefasst, 1716 von Jean-Baptiste Bouchardon | in der Kirche Assomption-de-la-Vierge (Lage)       | PM10000977    | Classé       | 1913  |      |
| Prozessionsstab Heiliger Vinzenz                  | Holz, vergoldet, 18. Jahrhundert | in der Kirche Assomption-de-la-Vierge (Lage)       | PM10004305    | Inscrit      | 1975  |      |
| Skulptur Unterweisung Mariens                     | Eichenholz, farbig gefasst und vergoldet, 18. Jahrhundert | in der Kirche Assomption-de-la-Vierge (Lage)       | PM10004308    | Inscrit      | 1975  |      |
| Skulptur Heiliger Nikolaus                        | Holz, farbig gefasst und vergoldet, 18. Jahrhundert | in der Kirche Assomption-de-la-Vierge (Lage)       | PM10004298    | Inscrit      | 1975  |      |
| Skulptur Heilige Katharina                        | Holz, farbig gefasst, 18. Jahrhundert | in der Kirche Assomption-de-la-Vierge (Lage)       | PM10004300    | Inscrit      | 1975  |      |
| Kanzel                                            | Eichenholz, bemalt, 18. Jahrhundert | in der Kirche Assomption-de-la-Vierge (Lage)       | PM10004301    | Inscrit      | 1975  |      |
| Prozessionsstab Monstranz                         | Holz, farbig gefasst und vergoldet, 18. Jahrhundert | in der Kirche Assomption-de-la-Vierge (Lage)       | PM10004306    | Inscrit      | 1975  |      |
| Ausstattung der Sakristei                         | Wandvertäfelung und Mobiliar; Eichenholz, 18. Jahrhundert | in der Kirche Assomption-de-la-Vierge (Lage)       | PM10004297    | Inscrit      | 1975  |      |
| Beichtstuhl                                       | Holz, 18. Jahrhundert | in der Kirche Assomption-de-la-Vierge (Lage)       | PM10004302    | Inscrit      | 1975  |      |
| Maria-Rosenkranz-Altar                            | Altartisch, Tabernakel, Retabel und Relief Stiftung des Rosenkranzes; Holz, farbig gefasst und vergoldet, Ende des 17. Jahrhunderts, von Jean-Baptiste Bouchardon | in der Kirche Assomption-de-la-Vierge (Lage)       | PM10000979    | Classé       | 1959  |      |
| Triumphbogen                                      | Schmiedeeisen, vergoldet, 18. Jahrhundert | in der Kirche Assomption-de-la-Vierge (Lage)       | PM10004309    | Inscrit      | 1978  |      |
| Skulptur Heiliger Rochus                          | Holz, farbig gefasst und vergoldet, 18. Jahrhundert | in der Kirche Assomption-de-la-Vierge (Lage)       | PM10004299    | Inscrit      | 1975  |      |
| Wandgemälde Mater dolorosa und Maria Magdalena    | aus dem 16. Jahrhundert | außen an der Kirche Assomption-de-la-Vierge (Lage) | PM10004303    | Inscrit      | 1975  |      |
| Skulptur Mariä Himmelfahrt                        | Holz, farbig gefasst und vergoldet, 1716, vermutlich von Jean-Baptiste Bouchardon                                                                                 | in der Kirche Assomption-de-la-Vierge (Lage)       | PM10000976    | Classé       | 1913  |      |